# Enrique Pla y Deniel
Enrique Plá y Deniel (Barcelona, 19 de diciembre de 1876-Toledo, 5 de julio de 1968) fue un cardenal español y arzobispo primado de Toledo. Muy activo durante la guerra civil española y la dictadura franquista. Fue una destacada personalidad de la cultura en el segundo tercio del siglo XX, siendo nombrado académico de la Real Academia de Ciencias Morales y Políticas.

## Biografía

### Primeros años y formación
Nació en Barcelona en 1876, en el seno de una rica familia. Inició sus estudios de Letras clásicas, Humanidades, Filosofía y Teología en el Seminario Diocesano de Barcelona, continuándolos a partir de 1894 en Roma, como colegial del Pontificio Colegio Español. Durante sus años de estudio en Roma obtuvo el doctorado en Filosofía en la Pontificia Academia de Santo Tomás de Aquino y los doctorados en Sagrada Teología y en Derecho canónico en la Pontificia Universidad Gregoriana. El doctorado en Sagrada Teología lo obtuvo con "premio extraordinario", reconocimiento instituido por el cardenal Louis Billot, S.J., catedrático que fue de la Pontificia Universidad Gregoriana de Roma. Pla y Deniel fue ordenado sacerdote en Roma el 25 de julio de 1900.    

### Vida sacerdotal y docente
Se inició pastoralmente en Barcelona, donde fue profesor en el seminario, director de varios diarios y canónigo de la catedral. Entre sus labores destacó una intensa dedicación al apostolado obrero, en línea con las inquietudes del catolicismo social.   

### Obispo de Ávila
El 4 de diciembre de 1918, fue nombrado obispo de Ávila por Benedicto XV. Fue consagrado obispo el 8 de junio de 1919 por el nuncio Francesco Ragonesi. En la diócesis abulense actuó de nuevo con singular intensidad. De acuerdo con Cárcel Ortí, “llegó a estar considerado como el mejor obispo español de su tiempo, tanto por su preparación intelectual —demostrada en sus escritos pastorales— como por su escrupulosidad en la administración diocesana, su adhesión a la Santa Sede y sus virtudes sacerdotales, en especial la caridad y la humildad”.

### Obispo de Salamanca
El 28 de enero de 1935 pasó a la sede episcopal de Salamanca. 
Al estallar la guerra civil española, Pla y Deniel cede el Palacio Episcopal a Francisco Franco como residencia para este último, donde el Generalísimo se haría construir en el jardín un búnker por ingenieros alemanes; él, por su parte, se trasladó al vecino seminario diocesano de San Carlos. Además, dejó al militar rebelde y su familia a su secretario, el padre Bulart, como capellán particular, cargo en el que continuaría durante muchos años. Se identificó desde el principio con la causa de los sublevados y participó de forma habitual en las ceremonias oficiales de Falange, utilizando incluso el saludo fascista.
El 30 de septiembre de 1936 publicó su famosa carta pastoral Las dos ciudades, donde justificaba la sublevación. El texto constituyó la fundamentación teológica de lo que denominó Cruzada -aunque no fue el primero que utilizó el término-. En ella aludía a San Agustín en su distinción entre la ciudad terrestre, donde el egoísmo prevalece, y la ciudad celestial, donde el amor de Dios reemplaza todo sentido de protección, y describe a España como tales ciudades. - "el comunismo y el anarquismo identificados con la ideología que dirige al desdén, la aversión hacia Dios Nuestro señor; y en contra la heroicidad y el martirio han florecido -. Pla concluyó que las condiciones de Tomás de Aquino para una guerra justa se daban en la guerra civil. A pesar de que, a los ojos del mundo, el conflicto podría tener el aspecto externo de una guerra civil, en realidad era una cruzada. Cuando Francisco Franco fue proclamado jefe de Estado, el obispo inmediatamente le envió un telegrama de felicitación que anticipaba la "resurrección magnífica de la España cristiana".
Al terminar la guerra civil, impulsó la restauración, con el visto bueno de Pío XII y el apoyo del ministro de Educación Nacional, José Ibáñez Martín, de la Universidad Pontificia de Salamanca (1940).

### Arzobispo de Toledo

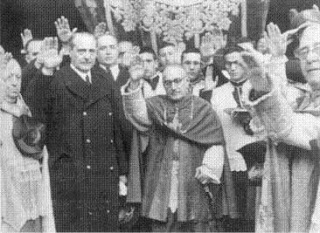
Entrada solemne de Pla y Deniel en la catedral de Toledo como nuevo arzobispo, acompañado del ministro de Justicia Esteban Bilbao, 26 de marzo de 1942.

Pío XII lo nombró arzobispo de Toledo, y por tanto primado de la Iglesia española, el 3 de octubre de 1941. En la archidiócesis toledana tuvo que afrontar un complicado proceso de reconstrucción espiritual, humana y material para remediar las secuelas del conflicto civil. 
En calidad de primado de España, presidió las Conferencias de Metropolitanos -antecedentes, como reunión colectiva, de la Conferencia Episcopal Española-. En este sentido, fue voz de las principales preocupaciones del episcopado. Por ejemplo, impulsó la Acción Católica para potenciar la colaboración de los seglares con la Jerarquía. En este sentido, también defendió la autonomía del apostolado de los laicos frente al autoritarismo estatal y mantuvo polémicas, más allá de su lealtad a Franco, con ministros como José Solís y Fernando María Castiella.
Fue procurador en Cortes entre 1943 y 1946, cargo al que renunció al ser designado cardenal. Fue también miembro del Consejo de Estado y del Consejo de Regencia. A pesar de ser seguidor de Franco, Pla y Deniel rechazó expulsar a uno de sus sacerdotes tras criticar al régimen en un diario de Acción Católica.

### Cardenalato
Se le concedió el capelo cardenalicio en el consistorio del 18 de febrero de 1946, siendo creado cardenal presbítero de San Pietro en Montorio. Fue uno de los cardenales electores en el cónclave de 1958, en el que se eligió a Juan XXIII, así como en el cónclave de 1963, en el que fue elegido Pablo VI. El día después de su elección, el papa lo visitó ya que este se encontraba enfermo.
De 1962 a 1965, participó el Concilio Vaticano II.
Fue considerado uno de los cardenales españoles más conservadores de la época. En consonancia con la línea moral sostenida entonces por la Iglesia, desde su posición como arzobispo de Toledo consideró inmoral que la vestimenta femenina no cubriese las rodillas, codos o cuello. Asimismo afirmó que no llevar medias atentaba «contra la modestia», por lo que las niñas de más de doce años debían llevarlas y los niños no debían mostrar los muslos.

### Fallecimiento
Falleció en Toledo, el 5 de julio de 1968, a la edad de 91 años. Está enterrado en la Catedral de Toledo.

## Distinciones y condecoraciones
- Doctorado honoris causa por la Universidad Pontificia de Salamanca (1954).[17]
- Medalla de Oro al Mérito en el Trabajo  (12 de julio de 1960), costeada por suscripción popular entre los sindicatos y hermandades de labradores de Toledo.[18] Dicho galardón le fue retirado póstumamente por el Ministerio de Trabajo el 27 de octubre de 2022, en el marco de la Ley de Memoria Democrática.[19]

- Académico de la Real Academia de Ciencias Morales y Políticas (1968).

## Obras

### Libros
- La obra de Balmes en la historia de la filosofía y en la filosofía de la historia (1907).
- Balmes y el sacerdocio (1910).
- El Rdmo. P. Francisco Javier Wernz XXV Prepósito General de la Compañía de Jesús (1915).

### Cartas pastorales:
- La Acción Católica (1926).
- La Madre de los Espirituales, devoción de los Nuevos Santos Españoles a Santa Teresa de Jesús (1934).

- Las dos ciudades (1936).

- Los delitos del pensamiento y los falsos ídolos intelectuales (1938).
- El triunfo de la ciudad de Dios y la resurrección de España (1939).

## Sucesión
| Predecesor: Joaquín Beltrán y Asensio | Obispo de Ávila 4 de diciembre de 1918 - 28 de enero de 1935                                 | Sucesor: Santos Moro Briz                |
| Predecesor: Francisco Frutos Valiente | Obispo de Salamanca 28 de enero de 1935 - 3 de octubre de 1941                               | Sucesor: Francisco Barbado y Viejo, O.P. |
| Predecesor: Isidro Gomá y Tomás       | Arzobispo de Toledo Primado de España 3 de octubre de 1941 - 5 de julio de 1968              | Sucesor: Vicente Enrique y Tarancón      |
| Predecesor: Isidro Gomá y Tomás       | Cardenal presbítero de San Pedro del Monte de Oro 22 de febrero de 1946 - 5 de julio de 1968 | Sucesor: Arturo Tabera Araoz             |

- Datos: Q711405
- Multimedia: Enrique Pla y Deniel / Q711405